# Хаба, Абдулла
Абдулла́ (Абдалла́) Муха́ммед Хасса́н Ха́ба (31 марта 1936, Багдад, Ирак — 26 сентября 2024, Москва, Россия) — арабский переводчик русской литературы, литературный эксперт, меценат. Переводил классическую русскую прозу XIX-XX веков (М. Булгаков, И. Бунин, А. С. Пушкин, А. и Б. Стругацкие, Л. Н. Толстой, М. Шолохов и др.), нон-фикшн, научную литературу.

## Биография
- Родился 31 марта 1936 года в Багдаде (Ирак). В 1960 году окончил филологический факультет Багдадского университета, в 1964 — аспирантуру в ГИТИС им. А. В. Луначарского.
- В 1966—2010 годах работал переводчиком высшей категории в ТАСС и АПН, в издательствах «Мир», «Прогресс», в газете «Моску Анба» («Московские новости»), журналах «Советская женщина», «Советское военное обозрение». Множество публикаций о культурной жизни в СССР и России; работал корреспондентом крупных арабских газет «Аль-Ватан», «Аль-Дустур», «Аш-Шарк аль-Аусат», информационных агентств WAM (Объединённые Арабские Эмираты) и SPA (Саудовская Аравия). С 2010 редактор-стилист в арабской редакции Russia Today; с 2016 — литературный эксперт российского Института перевода.
- Перевёл с русского на арабский более 55 книг, в основном научная и художественная литература: А. С. Пушкин, Л. Н. Толстой, А. Н. Толстой, И. Бунин, М. Шолохов, М. Булгаков, братья Стругацкие в и другие известные писатели.
- Абдулла Хаба умер 26 сентября 2024 года в Москве после продолжительной болезни[1][2].

## Меценатство
Во Всероссийской государственной библиотеке иностранной литературы имени М. И. Рудомино при финансовой поддержке А. Хабы в 2013 году открыт мемориальный бюст арабского философа, историка, социального мыслителя Ибн Хальдуна, а в 2017 году (совместно с переводчиком Хайри Аль-Даменом) — мемориальный бюст иракского писателя Г. Т. Фармана.

## Признание
- «Мне довелось работать с ним не один год в ТАССе. Занимая должность переводчика высшей категории, он считался лучшим из переводчиков». (Сергей Медведко, шеф-редактор ТВ-канала «Русия аль-Яум» — об А. Хаба).
- Как наиболее авторитетный из современных арабских переводчиков русской художественной литературы, приглашён Институтом перевода вести мастер-классы на Русско-арабской школе переводчика.
- В 2018 году А. Хаба стал финалистом международной литературной премии «Read Russia / Читай Россию» — за перевод романа «Белая гвардия» Михаила Булгакова.
- В 2019 году стал лауреатом Гран-при премии шейха Хамада за литературный перевод (2019), по совокупности творческих заслуг.
- «Он... после окончания университета и получения диплома в 1960 году отправился в Москву, чтобы изучать русский театр в знаменитом Институте театрального искусства (ГИТИС), внося тем самым многогранный и разнообразный вклад в мир иракского театра того времени и в иракское художественное движение в целом».[3] (Эмиратский сайт популяризации книжного чтения Altibrah.ae)